# Трешнєвка-Північ
Трешнєвка-Північ (хорв. Trešnjevka–sjever МФА: [trêʃɲeːʋka sjêʋer]) — міська самоврядна одиниця Загреба, столиці Хорватії.

## Загальний огляд
Міський район (хорв. gradska četvrt) Трешнєвка-Північ засновано 14 грудня 1999 згідно зі Статутом міста Загреба відповідно до самоорганізації міста Загреба. Район створено шляхом реорганізації (поділу) тодішнього міського району Трешнєвка. Він має виборну раду та ділиться на 10 дрібніших самоврядних адміністративних одиниць – місцевих комітетів.
Район простягається в західній частині міста, обмежований Люблянським проспектом на півдні, Загребським шляхом на заході, Савським шляхом на сході та залізничною віткою Загреб—Любляна на півночі.
На сході переважають стандартні міські квартали, а на заході вузькі вулички з густо заселеними будинками.